# NASA Docking System
Pour les articles homonymes, voir NDS.

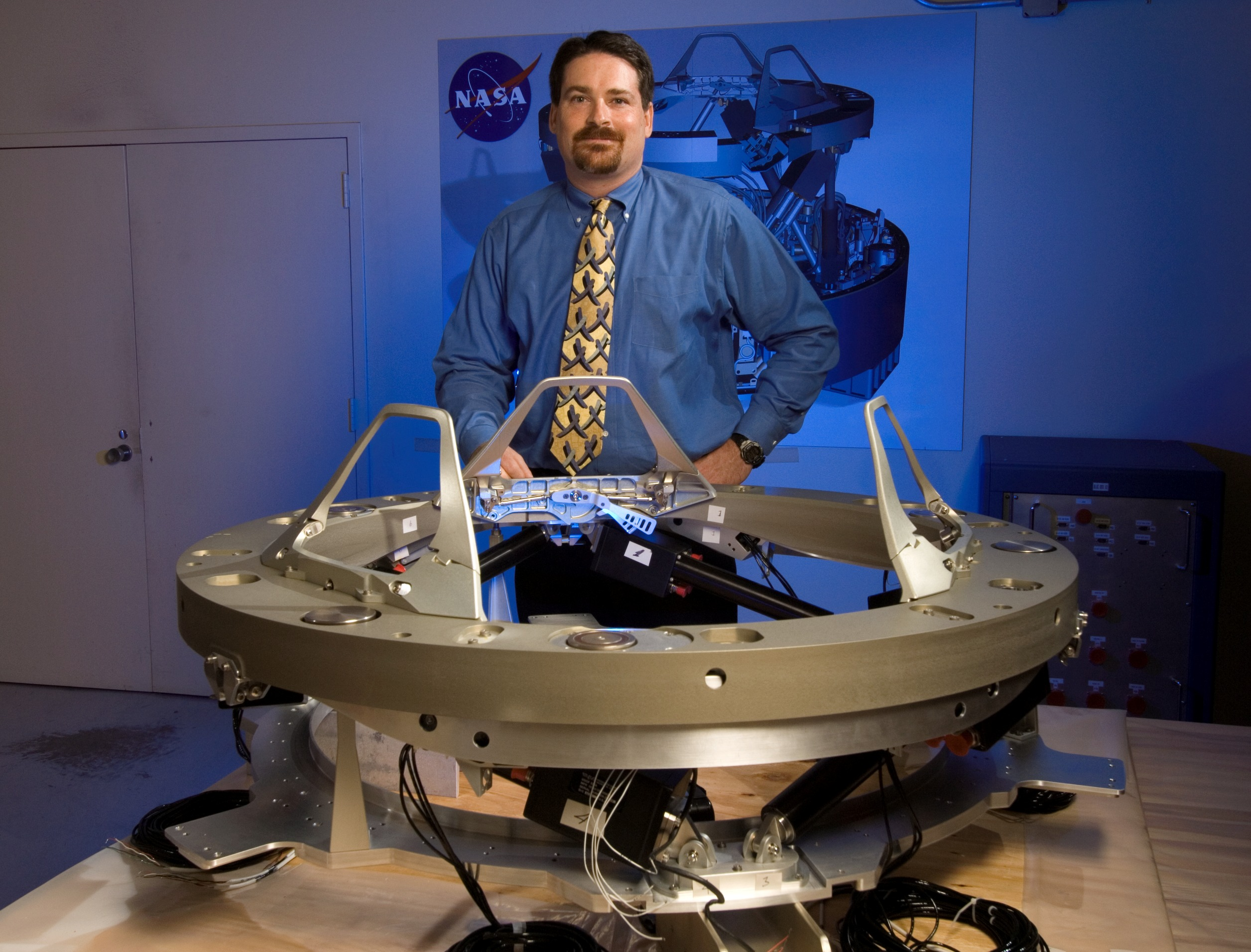
Low Impact Docking System.

Le NASA Docking System (NDS) ou international Low Impact Docking System (iLIDS)  (anciennement Low Impact Docking System LIDS) est un système d'amarrage conçu par la NASA pour la nouvelle génération des vaisseaux spatiaux habités. Il devait être utilisé initialement par le vaisseau de sauvetage X-38 dont le rôle était de permettre l'évacuation de l'équipage permanent de la station spatiale internationale mais qui a été annulé par la suite. Il a été repris en février 2010 dans le cadre du programme de la station spatiale internationale : il doit équiper une des écoutilles d'un module de type nœud américain de la station ainsi que certains des vaisseaux visiteurs.
Le fonctionnement et la forme du système NDS sont proches de ceux du système d'amarrage périphérique androgyne APAS-95 utilisé par la navette spatiale américaine  pour s'amarrer à la station spatiale internationale mais il n'est pas compatible avec celui-ci. NDS est plus compact, plus léger et nécessite une poussée moindre pour déclencher le mécanisme d'amarrage.

## Vaisseaux utilisant le système d'amarrage LIDS
Au cours de la mission STS-125 de la navette spatiale américaine, le télescope spatial Hubble a été pourvu du système d'amarrage « Soft-Capture Mechanism » (SCM). Ce dispositif, utilisé pour les amarrages qui ne nécessitent pas de pressurisation, utilise l'interface NDS. À l'époque il s'agissait de permettre au vaisseau spatial Orion de s'amarrer à Hubble lorsque celui-ci serait désactivé pour le désorbiter.
La capsule Crew Dragon de SpaceX utilise ce système d'amarrage. La capsule CST-100 Starliner de Boeing ainsi que la capsule Orion conçue par Lockheed Martin dans le cadre du programme Artemis utiliseront également le système NDS.